# 아라니코

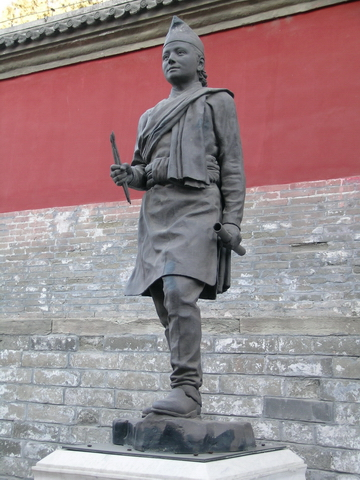
묘응사에 있는 아라니코의 동상

아라니코(네팔어: अरनिको, 중국어: 阿尼哥, 1245년~1306년)는 네팔의 예술가로 네팔과 원나라 예술계 및 예술적 교류에 있어서 핵심 인물들 중 하나였다. 아라니코는 대도(현재 베이징시)의 묘응사(妙應寺)에 흰색 불탑을 건축한 인물로 잘 알려져 있다. 말라 왕조 2대 왕 아바야 말라(Abhaya Malla) 통치기 때 태어났다. 자야비마데바 통치기 때 티베트의 황금 불탑을 세우기 위해 보내졌는데 그곳에서 승려로서의 생활도 시작했다. 티베트로부터 쿠빌라이 칸이 머물던 궁전으로 보내졌는데 그곳에서 아라니코는 히말라야 지역의 예술 전통을 중국으로 전래했다. 아라니코는 수많은 불탑 양식 건물을 세우기 위해 원나라와 티베트로 예술가 80명으로 구성된 집단을 이끌고 갔다. 훗날 승려 생활을 관둔 후 가정을 이뤘다.